# Pasaporte canadiense
El pasaporte canadiense (en inglés, Canadian passport; en francés, Passeport canadien) es el pasaporte expedido a los ciudadanos canadienses para realizar viajes internacionales; este documento permite a su portador viajar al extranjero de conformidad con los requisitos de visado; de ser requerido, facilita la asistencia de funcionarios consulares canadienses en el extranjero, y solicita la protección del titular del pasaporte en el extranjero. Un pasaporte de Canadá no es una prueba primaria de la ciudadanía canadiense dentro de Canadá y por lo tanto no se puede utilizar con el fin de obtener un certificado de ciudadanía, licencia de conducción o tarjeta de identificación.
Todos los pasaportes son expedidos por la oficina de pasaportes de Canadá (Passport Canada), una división del Departamento de Asuntos Extranjeros y Comercio Internacional, y son válidos por cinco o diez años, excepto para los menores de tres años de edad, a quienes se les expiden pasaportes con una validez de tres años. De acuerdo con la oficina de pasaportes, un 56,2 % de los canadienses tenían un pasaporte canadiense vigente en julio de 2009. A pesar de que estos documentos son expedidos para cada ciudadano, todos los pasaportes canadienses son propiedad de Su Majestad el Rey de Canadá.
El 7 de abril de 2010 la oficina de pasaportes de Canadá anunció que comenzará a emitir pasaportes electrónicos o ePassports para todos los ciudadanos. El uso de ePassports permitirá a Canadá alinearse con los estándares internacionales de seguridad y protección fronteriza y mantener la facilidad con la que cuentan actualmente los canadienses para realizar viajes internacionales. Al mismo tiempo, la oficina de pasaportes comenzará a ofrecer una opción de pasaportes con un periodo de validez de 10 años.

## Historia
Los primeros pasaportes canadienses fueron expedidos en 1862 tras el inicio de la Guerra de Secesión, cuando Estados Unidos exigió una identificación más segura de los canadienses que deseaban cruzar la frontera. Los pasaportes se emitieron como una Carta de Solicitud del Gobernador General. Estos documentos se mantuvieron en uso hasta que, en 1915, los pasaportes canadienses se emitieron por primera vez en el formato británico, como una carpeta de diez páginas sencillas.
El formato moderno del pasaporte canadiense apareció en 1921. En ese momento los canadienses eran súbditos británicos y compartían una nacionalidad común con el Reino Unido; por consiguiente, los pasaportes canadienses eran expedidos para los británicos que vivían o estaban relacionados con Canadá. Este acuerdo terminó en 1947, cuando se oficializó la Ley de Ciudadanía de Canadá y se crea la designación de ciudadano canadiense. En el mes de julio del año siguiente, los pasaportes canadienses fueron expedidos solo a ciudadanos canadienses. y en 1985 se distribuyeron los primeros pasaportes impresos a máquina, de acuerdo a los estándares de la aviación civil.
En el presupuesto federal de 2008, Jim Flaherty, ministro de Finanzas, anunció que los pasaportes electrónicos se introducirían en 2011. Recientemente, se informó que la expedición de los pasaportes electrónicos a sus ciudadanos sería retrasado hasta el 2012. Un proyecto piloto de pasaportes electrónicos se inició en 2009, expedidos exclusivamente a los solicitantes de pasaportes diplomáticos y especiales.

## Derecho a obtener el pasaporte
La emisión de pasaportes no está legislada por un Acto del Parlamento sino por una prerrogativa real. Por esta razón se emiten a nombre del monarca reinante, tal como se expresa en el texto del pasaporte. Sin embargo, la autoridad para emitir pasaportes se concede a la oficina de pasaportes de Canadá, un organismo de Servicio Especial del Departamento de Asuntos Exteriores y Comercio Internacional, bajo la autoridad de la orden de pasaportes canadienses, por una orden que especifica los motivos por los cuales Canadá puede expedir o renovar un pasaporte.
Los solicitantes de pasaportes deben tramitar los formularios requeridos, en los cuales incluyen una fotografía tamaño documento y una declaración de garantes. Las normas relativas a las renovaciones de pasaportes y la elegibilidad de garantes se actualizó por última vez el 1 de octubre de 2007, por lo cual los solicitantes pueden renovar el pasaporte por medio de un formulario más corto si están residiendo en Canadá al momento de la aplicación, tienen por lo menos dieciséis años de edad en el momento de su anterior aplicación, y poseen un pasaporte canadiense que se emitió con su nombre actual después de 31 de enero de 2002 con una validez de cinco años, y no ha informado acerca de daños, pérdida o robo del documento. Además, el garante puede ser un canadiense que posee actualmente un pasaporte válido, o no más de un año después de vencimiento para los pasaportes canadienses de vigencia de cinco años, conoce al solicitante desde hace más de dos años, tiene dieciocho años de edad o más, y tenía dieciséis años de edad o más cuando solicitó su propio pasaporte. Para los ciudadanos en el extranjero, las solicitudes de pasaporte se remiten a una oficina de pasaportes en las embajadas locales, altos comisionados y consulados.

## Tipos de pasaporte
Antes de 1947, había dos tipos de pasaportes: aquellos que se expedían a personas nacidas como súbditos británicos y aquellos que se expedían a personas naturalizadas como súbditos británicos.
Actualmente existen seis tipos de pasaporte canadiense:
- Pasaporte regular (portada azul): Expedidos a ciudadanos para viajes internacionales ocasionales, de vacaciones o negocios. Los cuales contienen 24 páginas y se expiden con una validez de cinco años o tres años para niños menores de 3 años de edad.

- Pasaporte para viajero frecuente (portada azul): Expedidos para ciudadanos que viajan con frecuencia, como por ejemplo personas que realizan negocios en el exterior. Tiene un costo un poco más alto que los pasaportes regulares y contienen 48 páginas. El tiempo de validez es igual que el de los pasaportes regulares.

- Pasaporte temporal (portada blanca): Se expide a ciudadanos canadienses que requieren en forma urgente un documento provisional en el extranjero.

- Pasaporte de emergencia (una página): Es un documento de un solo uso, expedido a ciudadanos canadienses para regreso directo a Canadá o a una misión diplomática en donde obtendrá un pasaporte regular.

- Pasaporte especial (portada verde): Expedido a personas que representan el gobierno canadiense en viajes oficiales, incluyendo consejeros privados, miembros del Parlamento, miembros del gabinete, servidores públicos y ciudadanos delegados oficiales del gobierno que no tienen misiones diplomáticas.[13] y miembros de las Canadian forces que están en el exterior.[14]

- Pasaporte diplomático (portada café): Expedido a diplomáticos canadienses y altos oficiales del gobierno (incluyendo a los vicegobernadores de las provincias y a los comisionados de los territorios),[15] y ciudadanos privados nominados para cargos diplomáticos.

## Aspecto físico
Los pasaportes ordinarios son de color azul marino intenso, con el escudo real de Canadá estampado en el centro de la portada. Debajo del escudo figuran las palabras "PASSPORT-PASSEPORT" y el símbolo internacional del pasaporte electrónico, y encima "CANADA". La cubierta bilingüe es indicativa de que las partes textuales de los pasaportes canadienses están impresas en inglés y francés, las dos lenguas oficiales de Canadá. El pasaporte estándar contiene 36 páginas, con 29 disponibles para sellos de entrada/salida y visados. Las dimensiones de un pasaporte canadiense cerrado son de 8,89 cm (3,5") por 12,7 cm (5").
Desde 2001 se han añadido con mayor frecuencia nuevos elementos de seguridad, similares a los de los billetes. Se han implementado microimpresiones, imágenes holográficas, imágenes UV-visibles, marcas de agua y otros detalles, especialmente en la página de la foto. Además, ahora la foto se imprime de manera digital directamente en el papel (tanto con tinta estándar como con tinta reactiva a los rayos UV); anteriormente, la foto real se plasmaba dentro del documento.

### Página de datos
- Foto del titular del pasaporte (Anchura: 50mm, Altura: 70mm; Altura de la cabeza (hasta la parte superior del cabello): 35mm; Distancia desde el fondo de la foto hasta la línea del ojo: 39mm)
- Tipo (P)
- País emisor (aparece como "CAN" para "Canadá")
- Número de pasaporte
- Apellido
- Nombres
- Nacionalidad (canadiense/canadiense)
- Fecha de nacimiento
- Sexo
- Lugar de nacimiento (se indican la ciudad y el código de tres letras del país, incluso si se ha nacido en Canadá)
- Nota: La provincia o el estado se requieren en el formulario de solicitud, si procede, pero no figuran en el pasaporte.
- Fecha de expedición
- Autoridad emisora
- Fecha de caducidad

La página de información termina con la Zona de Lectura Mecánica.

## Requisitos de visado para canadienses

Visa requirements for Canadian citizens
Canadá
No requiere Visa
Visa a la llegada
Se requiere autorización electrónica o pago en línea / eVisa
Tanto la visa a la llegada como eVisa están disponibles
Visa requerida

Los ciudadanos canadienses pueden entrar en 157 países y territorios sin requisito de visa o con una visa expedida al momento del ingreso al país.

## Acceso sin visa a los Estados Unidos
Anteriormente los canadienses podían ingresar a Estados Unidos presentando su certificado de nacimiento u otro documento que certificara su ciudadanía con un documento con fotografía. Incluso en muchos casos, los agentes fronterizos aceptaban el acceso de ciudadanos canadienses solo una declaración verbal de la persona.
Bajo la Iniciativa de Viaje del Hemisferio Occidental (WHTI) del 23 de enero de 2007, todos los canadienses que ingresan por avión a territorio estadounidense deben presentar su pasaporte válido o tarjeta NEXUS (viajero frecuente). A la entrada en vigor completa de esta norma el 1 de junio de 2009, todos los ciudadanos canadienses de 16 años o más requieren un pasaporte válido, tarjeta NEXUS o licencia de conducción mejorada (EDL) para entrar a territorio estadounidense por tierra o por mar.

## Galería de imágenes históricas

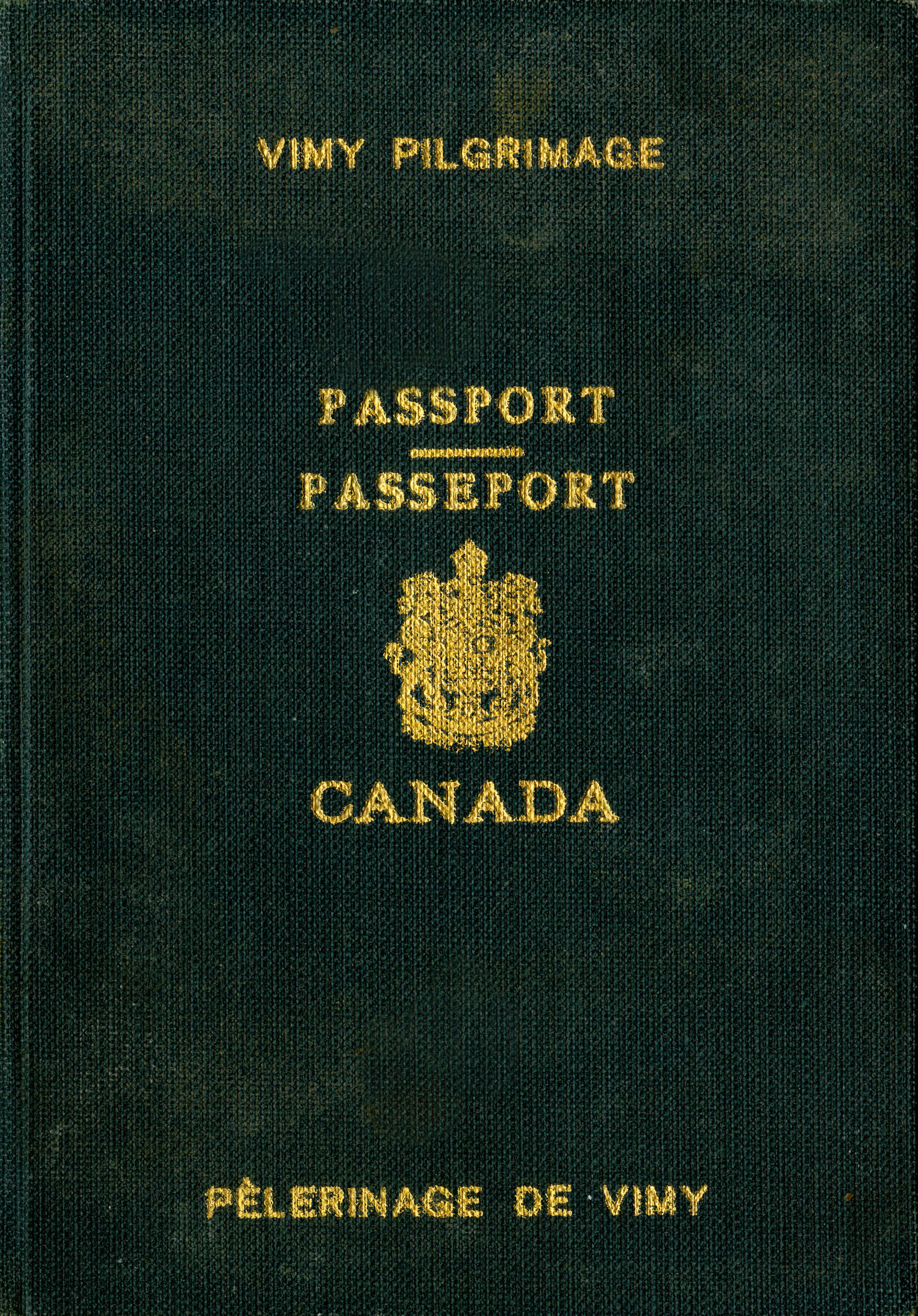
Pasaporte especial expedido para los canadienses que viajaron a Francia en 1936 para la inauguración del Memorial canadiense de Vimy.